# Brooklyn (contea di Green Lake)
Brooklyn è un centro abitato (town) degli Stati Uniti d'America situato nella contea di Green Lake nello Stato del Wisconsin. La popolazione era di 1,904 persone al censimento del 2000. Le comunità incorporate di Pleasant Point e Sherwood Forest si trovano nella città.

## Storia
Quando fu creato l'insediamento, la città era chiamata Lexington. Quando la città è stata organizzata il 10 gennaio 1849, il nome fu cambiato in Arcade. Nell'inverno del 1850, il nome fu cambiato definitivamente in Brooklyn.

## Geografia fisica
Secondo lo United States Census Bureau, ha un'area totale di 47,2 miglia quadrate (122,4 km²).

## Società

### Evoluzione demografica
Secondo il censimento del 2000, c'erano 1,904 persone.

### Etnie e minoranze straniere
Secondo il censimento del 2000, la composizione etnica della città era formata dal 98,84% di bianchi, lo 0,11% di nativi americani, lo 0,32% di asiatici, lo 0,37% di altre razze, e lo 0,37% di due o più etnie. Ispanici o latinos di qualunque razza erano l'1,00% della popolazione.